# Cypholophus kerewensis
Cypholophus kerewensis là loài thực vật có hoa trong họ Tầm ma. Loài này được P.Royen mô tả khoa học đầu tiên năm 1982.